# Governatorato di Kovno
Il governatorato di Kovno (in russo Ковенская губеpния trasl. Kovenskaja gubernija; in lituano Kauno gubernija) o goveratorato di Kaunas era una gubernija dell'Impero russo in Lituania.
Il suo capoluogo era Kaunas. Fu costituita il 18 dicembre 1842 dallo zar Nicola I di Russia come costola occidentale del governatorato di Vil'na e parte del Kraj Nord-Occidentale: l’ordine divenne esecutivo il 1º luglio 1843. Il governatorato includeva grosso modo le regioni della Lituania Samogizia e Aukštaitija.
Cessò di esistere quando, a seguito della Rivoluzione d'ottobre, la Lituania divenne Stato indipendente. Tale suddivisione non venne riproposta nuovamente a seguito delle due occupazioni sovietiche, la prima nel 1918 e la seconda nel 1940.

## Contee
Il governatorato era diviso in sette uezd (unità amministrativa di secondo grado corrispondente alla provincia italiana). Di seguito un confronto sull’aumento di popolazione che si ebbe nel corso di una quindicina d’anni in tutte le aree della zona:
| Contea                    | Area (in km²) | Popolazione nel 1897 | Popolazione nel 1914 |
| ------------------------- | ------------- | -------------------- | -------------------- |
| Uezd di Kovno             | 4 029         | 227 500              | 301 800              |
| Uezd di Novoaleksandrovsk | 5 437         | 208 500              | 242 300              |
| Uezd di Ponevež           | 6 215         | 222 900              | 259 700              |
| Uezd di Rossieny          | 6 485         | 235 400              | 279 200              |
| Uezd di Šavel'            | 6 922         | 238 000              | 294 500              |
| Uezd di Telši             | 5 306         | 183 400              | 216 000              |
| Uezd di Vil'komir         | 5 866         | 229 100              | 263 600              |
| Totale                    | 40 260        | 1 544 600            | 1 857 100            |